# Valea Unghiului
Valea Unghiului – wieś w Rumunii, w okręgu Prahova, w gminie Jugureni. W 2011 roku liczyła 140 mieszkańców.